# Test t
Il test t (o, dall'inglese, t-test) è un test statistico di tipo parametrico con lo scopo di verificare se il valore medio di una distribuzione si discosta significativamente da un certo valore di riferimento. Differisce dal test Z per il fatto che la varianza {\displaystyle \sigma ^{2}} è sconosciuta.

## Il test t di Student per la verifica d'ipotesi su un valore medio
Se la varianza della popolazione non è nota, la verifica d'ipotesi sulla media della popolazione si effettua sostituendo alla varianza di universo la sua stima ottenuta a partire dallo stimatore varianza corretta del campione:
{\displaystyle s^{2}={\frac {\sum _{i=1}^{n}(x_{i}-{\overline {x}})^{2}}{n-1}},}
dove {\displaystyle n} è il numero di elementi del campione e {\displaystyle {\overline {x}}} è la media campionaria. In questo modo la statistica test è:
{\displaystyle Y_{0}={\frac {{\overline {X}}-\mu _{0}}{s/{\sqrt {n}}}},}
la cui distribuzione è quella della {\displaystyle T} di Student con {\displaystyle n-1} gradi di libertà. Ad ogni modo, all'aumentare dei gradi di libertà, per il teorema del limite centrale, la variabile casuale {\displaystyle T} tende alla distribuzione normale e quindi alla {\displaystyle T} si può sostituire la {\displaystyle Z,} solitamente per una soglia campionaria {\displaystyle n} maggiore di 30. Se il test è bidirezionale, si rifiuterà l'ipotesi nulla se la {\displaystyle t} empirica è maggiore della {\displaystyle t} teorica di {\displaystyle \alpha /2} con {\displaystyle n-1} gradi di libertà e si accetterà l'ipotesi alternativa {\displaystyle H_{1}} con un errore {\displaystyle \alpha } di I specie.
In econometria la statistica {\displaystyle t} ha la seguente forma:
{\displaystyle t={\frac {{\hat {\beta _{1}}}-\beta _{1,0}}{SE({\hat {\beta _{1}}})}}} {\displaystyle ={\frac {{\text{stimatore}}-{\text{valore ipotizzato}}}{\text{errore standard dello stimatore}}}.}

## Esempio in R
Utilizzando il linguaggio di programmazione R ed il software RStudio si vuole verificare che il reddito familiare medio degli uomini statunitensi (variabile coninc) è maggiore di quello delle donne. Il dataset usato è stato ottenuto tramite Il "General Social Surveys", un questionario sottoposto a persone intervistate di 18 anni o più che parlavano in inglese all'interno degli Stati Uniti d'America. In totale le interviste sono state 57 061 che rappresentano meno del 10% della popolazione americana. Tali interviste sono state fatte tra il 1972 e il 2014 e ciascuna contiene 114 variabili di cui alcune numeriche ed altre categoriali. L'analisi fatta è osservazionale e non sperimentale quindi non si possono stabilire relazioni casuali tra le variabili.
Ogni osservazione nel gruppo degli uomini non ha una corrispondenza speciale con esattamente un'osservazione nel gruppo delle donne, quindi i dati non sono accoppiati. Le dimensioni dei campioni sono 25 146 per gli uomini e 31 915 per le donne, quindi sono molto grandi. Ci possiamo rilassare sul requisito della distribuzione quasi normale e possiamo usare la distribuzione t, sebbene ognuna delle 2 distribuzioni è fortemente distorta.
```
 
library
(
statsr
)

 

 
g
<-
 
gss
 
%>%

  
filter
(
!
is.na
(
sex
),
!
is.na
(
coninc
))

 
inference
(
y
 
=
 
coninc
,
 
x
 
=
 
sex
,
 
data
 
=
 
g
,
 
statistic
 
=
 
"mean"
,
 
type
 
=
 
"ht"
,
 
null
=
0
,

          
alternative
 
=
 
"greater"
,
 
method
 
=
 
"theoretical"
)

```

```
Response variable: numerical
Explanatory variable: categorical (2 levels) 
n_Male = 23043, y_bar_Male = 48763.6453, s_Male = 36916.3394
n_Female = 28189, y_bar_Female = 41020.2199, s_Female = 34728.8358
H0: mu_Male =  mu_Female
HA: mu_Male > mu_Female
t = 24.2541, df = 23042
p_value = < 0.0001
```

Rifiutiamo l'ipotesi nulla H0 essendo p_value <0,05. I dati forniscono una prova evidente che il reddito familiare dichiarato dagli uomini statunitensi è maggiore di quello dichiarato dalle donne statunitensi.